# Тихоокеанский государственный экономический университет
Тихоокеанский государственный экономический университет, ТГЭУ — высшее учебное заведение, расположенное во Владивостоке. Основан в декабре 1964 года как Владивостокский филиал «Московского института народного хозяйства им. Г. В. Плеханова».
В 2011 году вошёл в состав Дальневосточного федерального университета.

## История
Вуз был образован в декабре 1964 года как «Владивостокский филиал Московского института народного хозяйства имени Георгия Валентиновича Плеханова». В апреле 1968 года постановлением правительства СССР преобразован в самостоятельный институт — «Дальневосточный институт советской торговли» (ДВИСТ). В 1991 году вуз переименован в «Дальневосточный коммерческий институт» (ДВКИ), в 1996 году получил статус академии и новое название — «Дальневосточная государственная академия экономики и управления» (ДВГАЭУ), и, наконец, в 2004 году получил статус университета и был переименован в «Тихоокеанский государственный экономический университет» (ТГЭУ).

## Общая информация
Университет являлся старейшим экономическим вузом Дальнего Востока, включая в себя 8 институтов, 28 кафедр и 4 филиала в городах Находке, Уссурийске, Арсеньеве. Вуз имел четыре современных учебных корпуса, два корпуса общежития, спортзалы, спортивный клуб, гостиницу, магазины, библиотеку с читальным залом и развитой библиотечной компьютерной сетью, собственное издательство.
На конец 2004 года в университете насчитывалось 468 человек профессорско-преподавательского состава, в том числе: кандидатов наук — 258, докторов наук — 34, доцентов — 208, профессоров — 31, академиков — 32. В вузе обучалось 12 240 студентов.

## Молодёжный центр ТГЭУ
В университете активно работал молодёжный центр (МЦ). Студенты участвовали в общевузовских, а также межвузовских конкурсах, спартакиадах, конкурсах. Известный танцевальный конкурс «Реверанс» вёл также МЦ ТГЭУ.

## Структура
Университет включал в себя 8 институтов, 28 кафедр, 16 центров.

### Институты
- Экономический институт
- Международный институт финансов, кредита и банковского дела
- Институт управления и социальных технологий
- Институт пищевых технологий и товароведения
- Заочный институт
- Научно-исследовательский институт экономических исследований и наукоемких технологий
- Институт повышения квалификации
- Институт трансдисциплинарных исследований

### Кафедры
- Кафедра бухгалтерского учёта, анализа и аудита
- Кафедра государства и права
- Кафедра государственного и муниципального управления (ГМУ)
- Кафедра гражданского права и процесса
- Кафедра инженерных дисциплин и ресурсосберегающих технологий (ИДРТ)
- Кафедра иностранных языков и переводоведения
- Кафедра информационных технологий и статистики (ИТиС)
- Кафедра коммерции, логистики и рекламы
- Кафедра маркетинга
- Кафедра математики и моделирования
- Кафедра менеджмента
- Кафедра мировой экономики
- Кафедра налоги и налогообложение
- Кафедра организации предпринимательской деятельности (ОПД)
- Кафедра пищевой биотехнологии (ПБ)
- Кафедра социологии и социальной психологии
- Кафедра технологии пищевой продукции
- Кафедра товароведения и экспертизы непродовольственных товаров
- Кафедра товароведения и экспертизы продовольственных товаров
- Кафедра управления качеством, стандартизации и сертификации (УКСС)
- Кафедра физвоспитания
- Кафедра физики
- Кафедра философии и истории
- Кафедра финансы и кредит
- Кафедра химии и технологии живых систем
- Кафедра экологии и природопользования
- Кафедра экономики и управления на предприятии
- Кафедра экономической теории

### Центры
- Центр аттестации и подготовки персонала кафедры менеджмента
- Центр довузовской подготовки
- Центр экономический исследований и консалтинга
- Турцентр ТГЭУ
- Российско-японский центр обучения малому и среднему бизнесу в области пищевых технологий
- Молодёжный центр ТГЭУ
- Центр Информационных и Образовательных Технологий
- Центр подготовки работников торговли, общ. питания, пищевой и перерабатывающей промышленности
- Центр здоровья
- Центр коллективного пользования по разработке инновационных технологий
- Центр международного образования
- Региональный учебно-экспертный центр по системам государственного управления
- Информационно-рекламный центр «Новый день»
- Инновационно-технологический центр
- Научно-практический центр
- Центр маркетинговых исследований
- Консультационно-тренинговый центр по продажам, экспертизе и качеству товаров

## Выпускники
- Дарькин Сергей Михайлович — экс-губернатор Приморского края
- Кожемяко Олег Николаевич — губернатор Приморского края.